# Czernica Wrocławska
Czernica Wrocławska – stacja kolejowa w Czernicy, na linii kolejowej nr 277, w województwie dolnośląskim, w Polsce.

## Ruch pasażerski
| Rok  | Wymiana pasażerska na dobę |
| ---- | -------------------------- |
| 2017 | 300-499                    |
| 2022 | 300-499                    |

## Połączenia
- Wrocław Główny
- Jelcz Laskowice

## W kulturze
- Jan John Pawlak (Zdzisław Karczewski) w filmie Sami swoi wysiada na stacji Rudniki, która w rzeczywistości jest stacją Czernica Wrocławska[3].

## Galeria

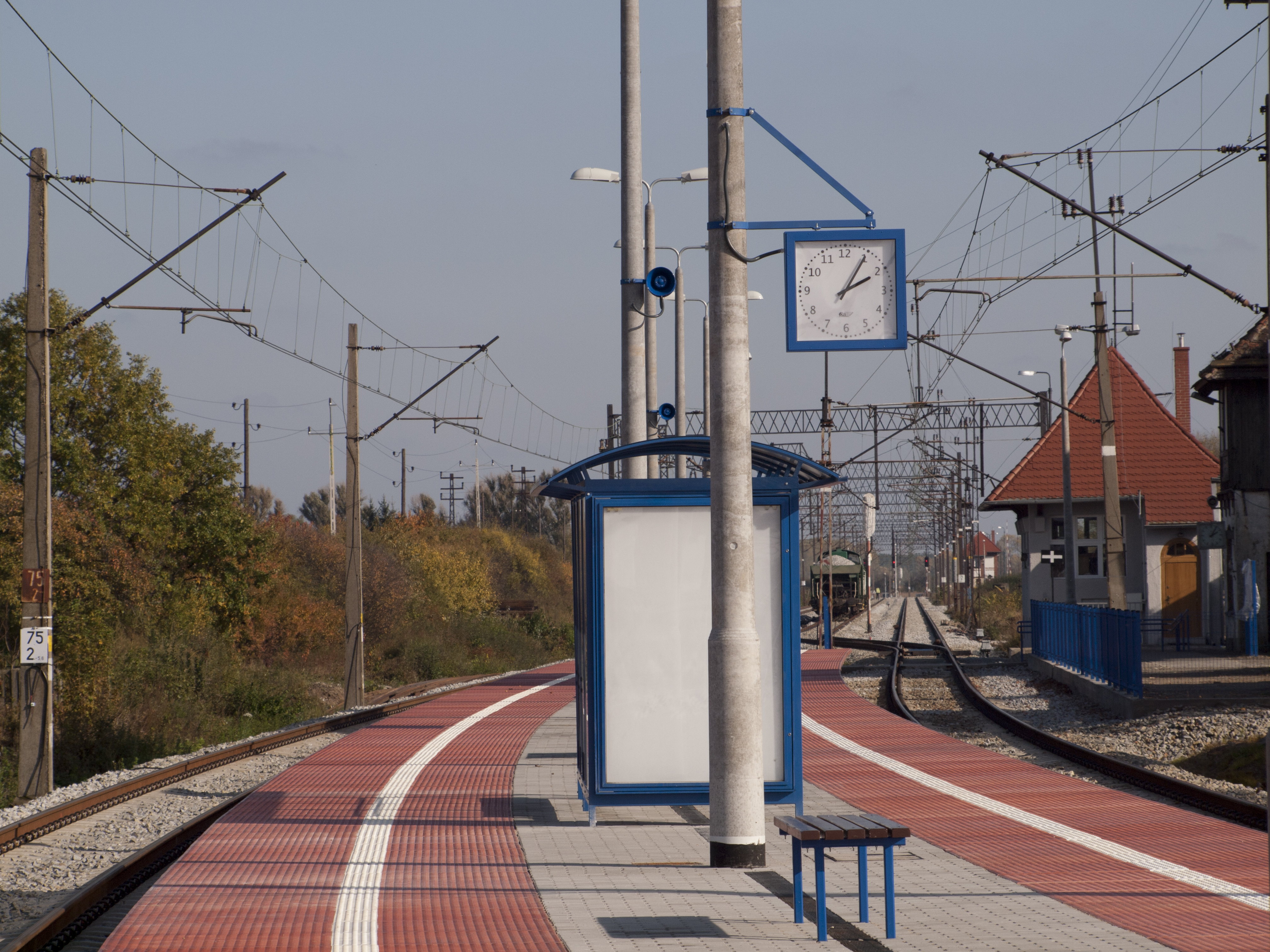
Stacja Czernica
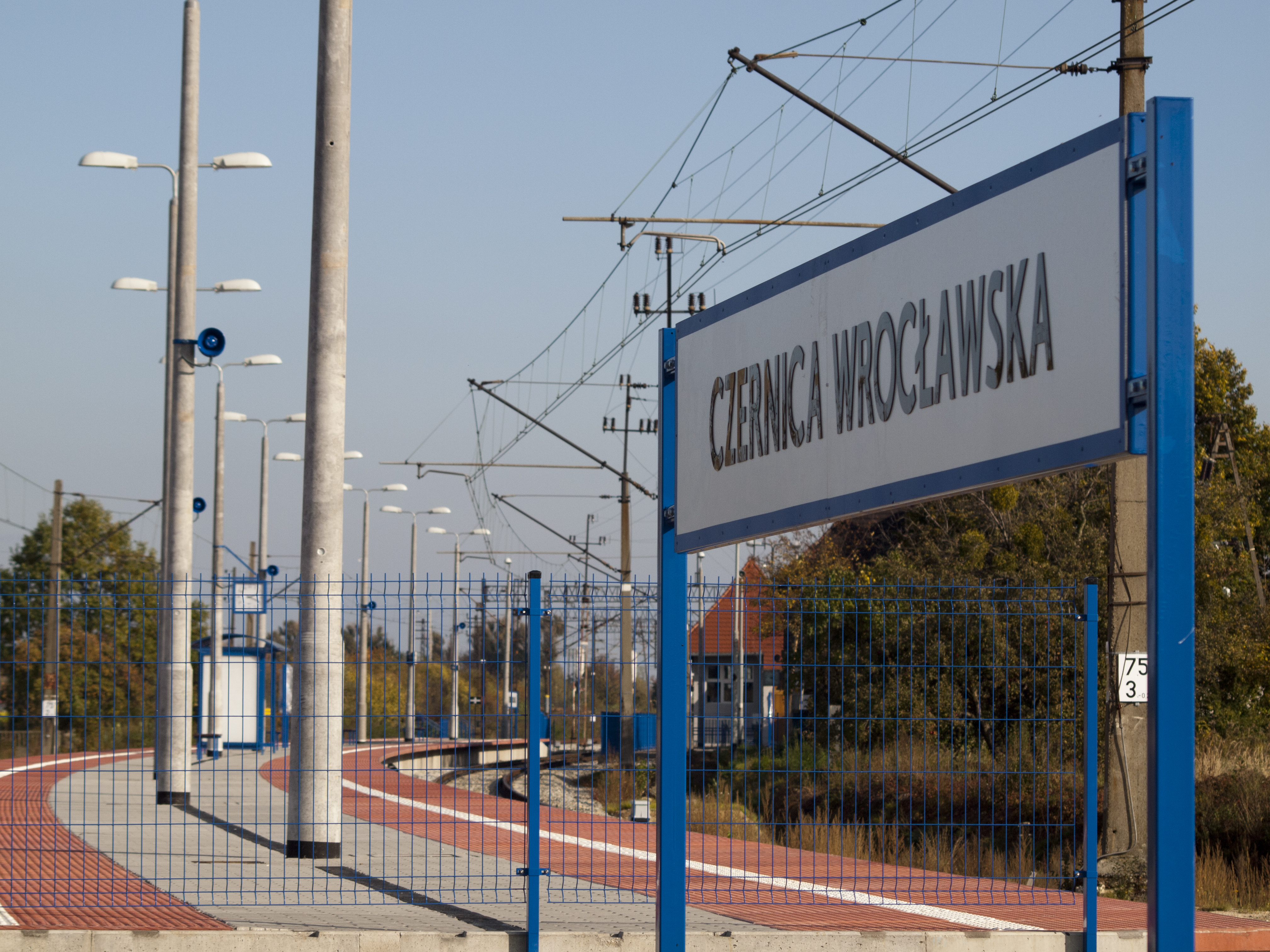
Stacja Czernica-peron nr 1
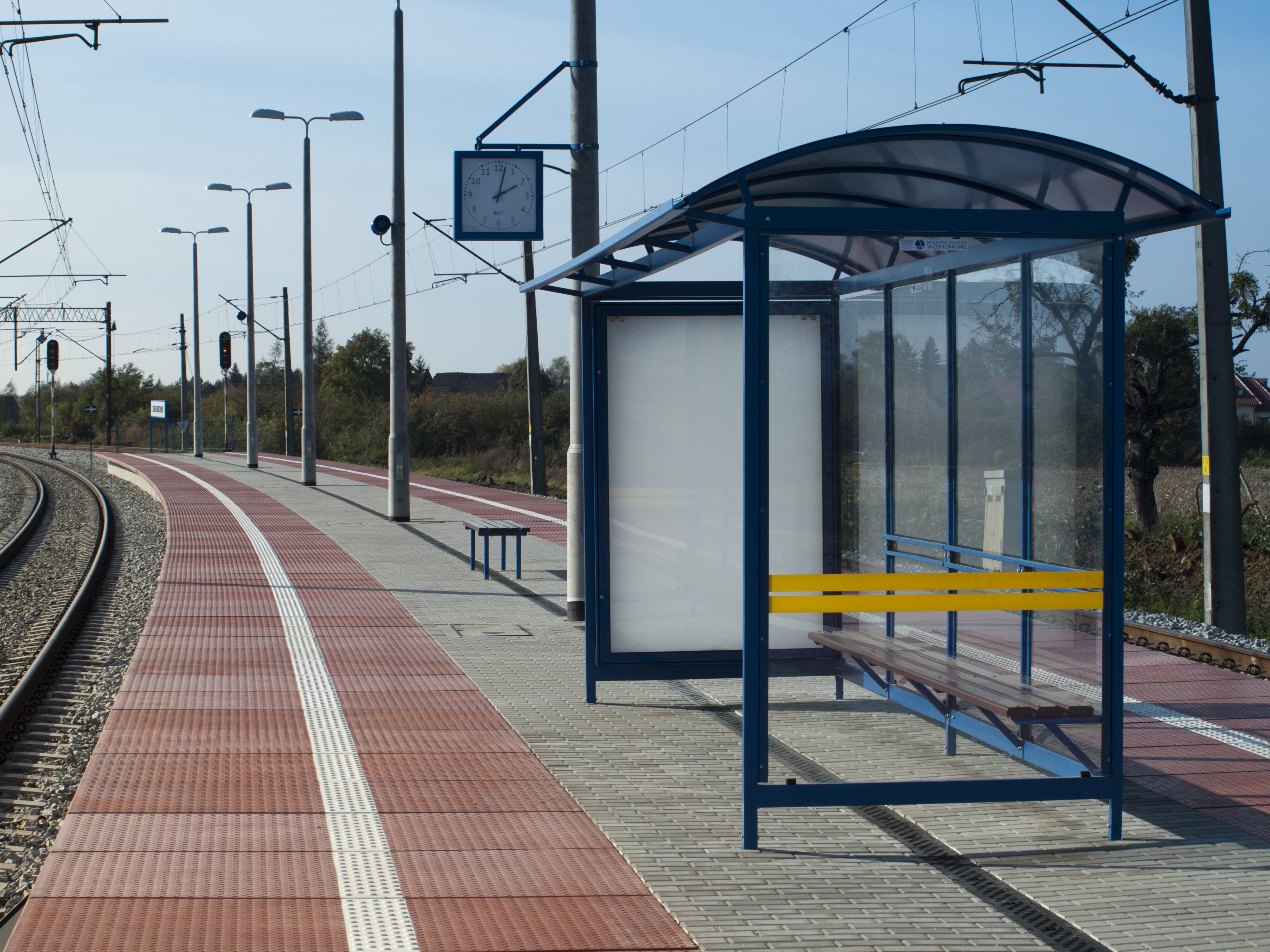
Stacja Czernica-peron nr 1
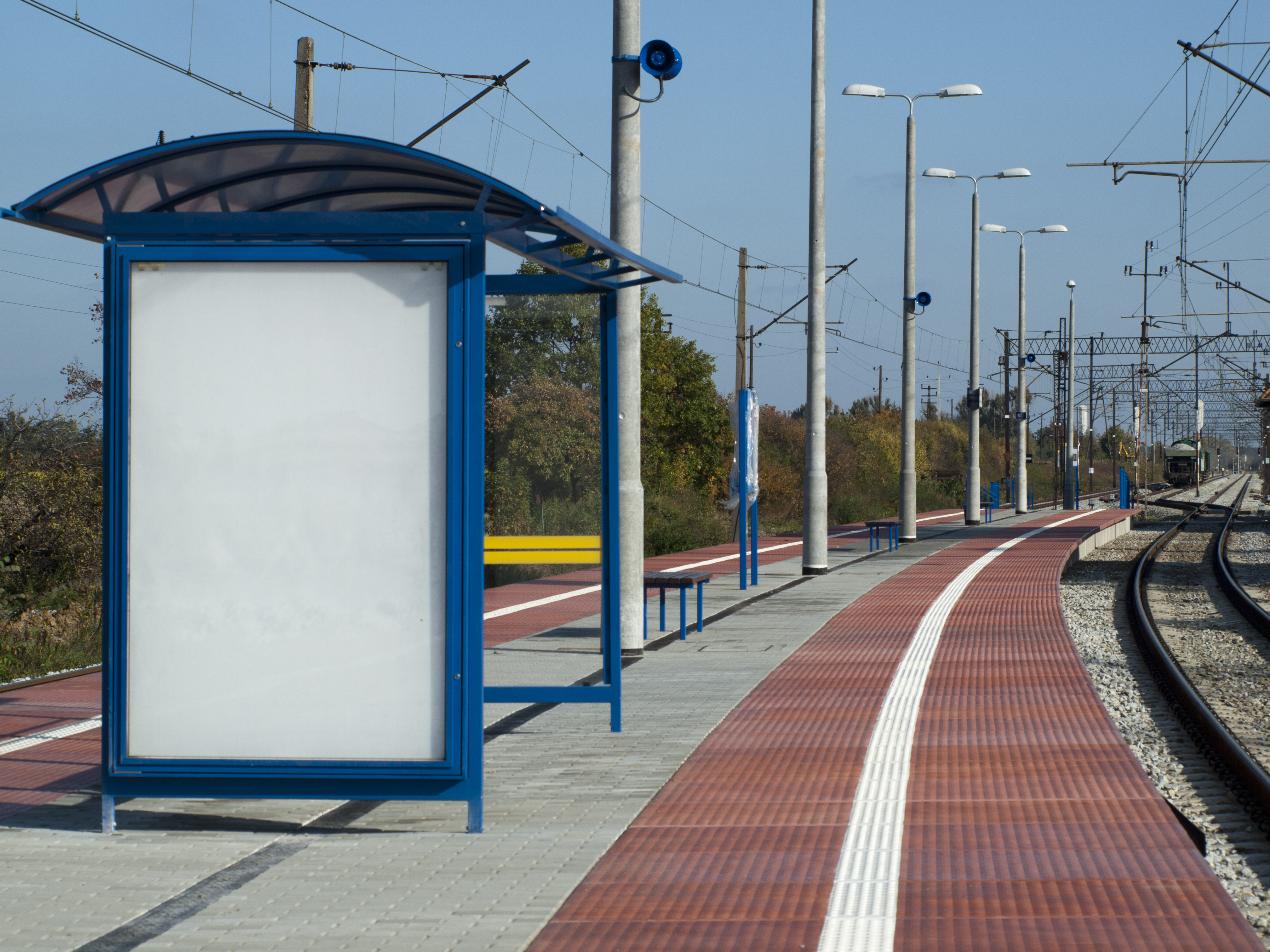
Stacja Czernica-peron nr 1
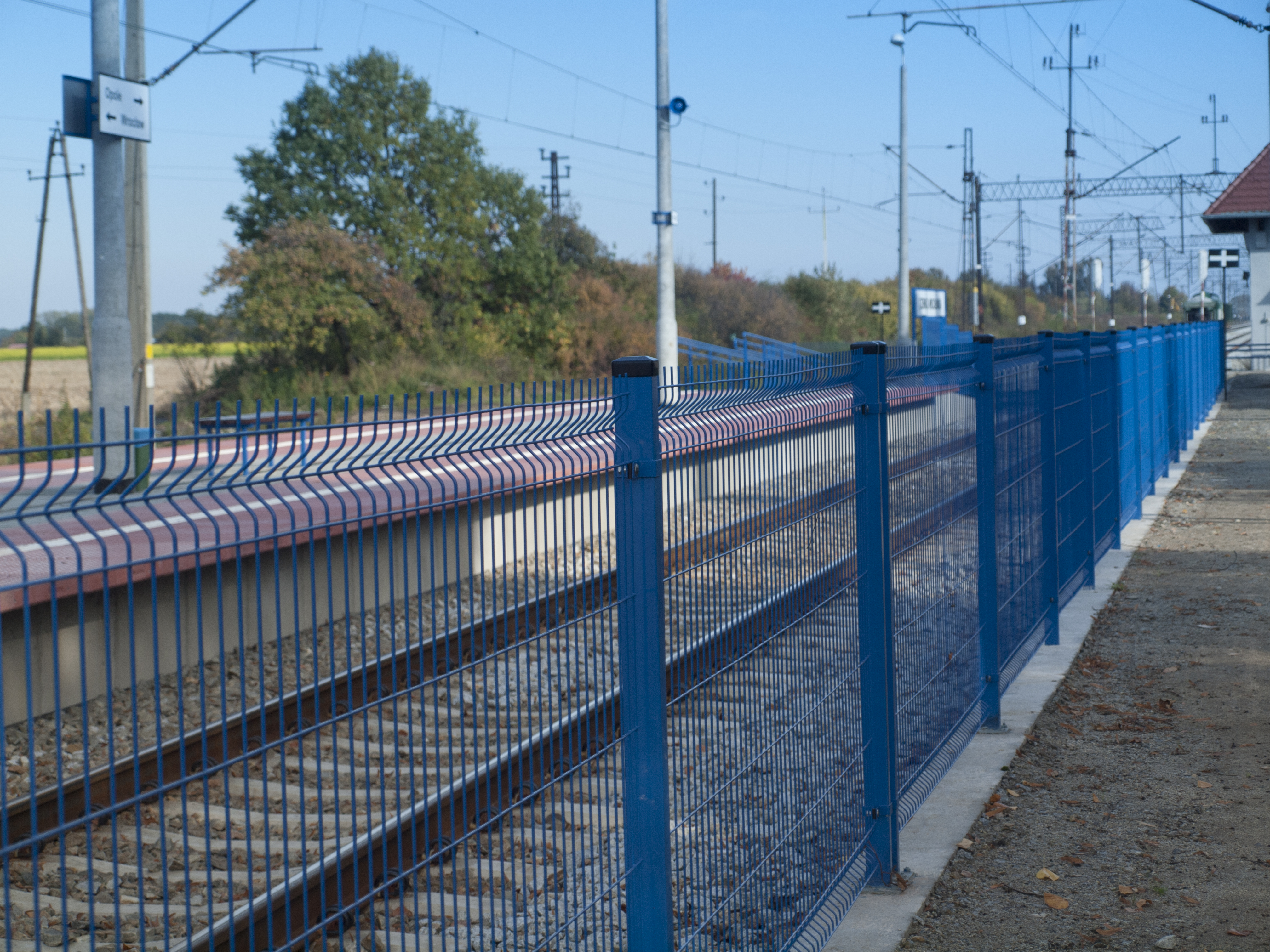
Stacja Czernica